# 46 Большой Медведицы
46 Большой Медведицы (лат. 46 Ursae Majoris), HD 94600 — одиночная звезда в созвездии Большой Медведицы на расстоянии приблизительно 252 световых лет (около 77 парсеков) от Солнца. Видимая звёздная величина звезды — +5,03m.

## Характеристики
46 Большой Медведицы — оранжевый гигант спектрального класса K1III. Радиус — около 10,65 солнечных, светимость — около 69,71 солнечных. Эффективная температура — около 4613 К.